# مايكل كينا
مايكل كينا (بالإنجليزية: Michael Kenna)‏ هو فنان ومصور أمريكي وبريطاني، ولد في 20 نوفمبر 1953 في ويدنس ‏ في المملكة المتحدة.

## وصلات خارجية
- الموقع الرسمي